# Ferro da fucile
In araldica il termine ferro da fucile, estremamente raro nell'araldica italiana ma frequente in quella straniera, indica l'elemento d'acciaio che si impiega per far scaturire una scintilla da una pietra focaia. In italiano antico propriamente ferro da focile, o accendiesca.
In taluni casi la figura del ferro da fucile viene impiegata per rappresentare in forma stilizzata la lettera beta dell'alfabeto greco. Un esempio di tale uso è quello che si incontra in molte rappresentazioni dello stemma di Costantinopoli, nel quale dovrebbero comparire quattro lettere beta d'oro, ma sono rappresentati spesso quattro ferri da fucile. Analogo stemma, ma con i ferri da fucile in argento, è quello della Serbia nel quale pure sarebbero dovute comparire quattro lettere beta. Nello stemma di Costantinopoli le lettere beta sono le iniziali della parola greca basileus (re). Nello stemma della Serbia, invece, qualora si ammetta che non derivi da quello di Costantinopoli, le lettere sarebbero delle ci cirilliche. 

Ferro da fucile
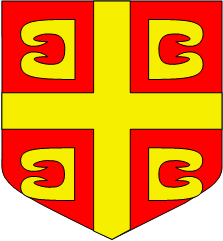
Di rosso, alla croce d'oro, accantonata da quattro ferri da fucile dello stesso, addossati a due a due
Stemma del comune di Voiteur, Francia
Stemma della Serbia quando faceva parte della Repubblica Jugoslava
Stemma della Serbia quando costituiva una repubblica con il Montenegro
Stemma delle forze armate serbe, in cui l'elemento appare essere un ferro da fucile più che una lettera, sia pure stilizzata